# Tenochtitlán (canción)
Tenochtitlán es una canción interpretada por la cantante chilenomexicana Mon Laferte lanzada como el primer sencillo de su noveno álbum de estudio Autopoiética. Se lanzó oficialmente el 25 de agosto de 2023 por la discográfica Universal Music México.

## Composición
Fue escrita por la misma Laferte y producida por ella misma junto con Manu Jalil. 
La canción tiene una duración de cuatro minutos.

## Video musical
El video musical dirigido por Camila Grandi y se estrenó el mismo día que la canción en su canal. Se muestra a Laferte estando en lugar de ruinas arquitectónicas y se puede apreciar a varias muxes con ella. El video musical tiene más de 3 millones de visitas en su canal Vevo en YouTube.

## Lista de canciones

### Descarga digital[8]
| Tenochtitlán — Single |                |          |  |
| N.º                   | Título         | Duración |  |
| 1.                    | «Tenochtitlán» | 4:13     |  |